# Siemenshaus (Hannover)

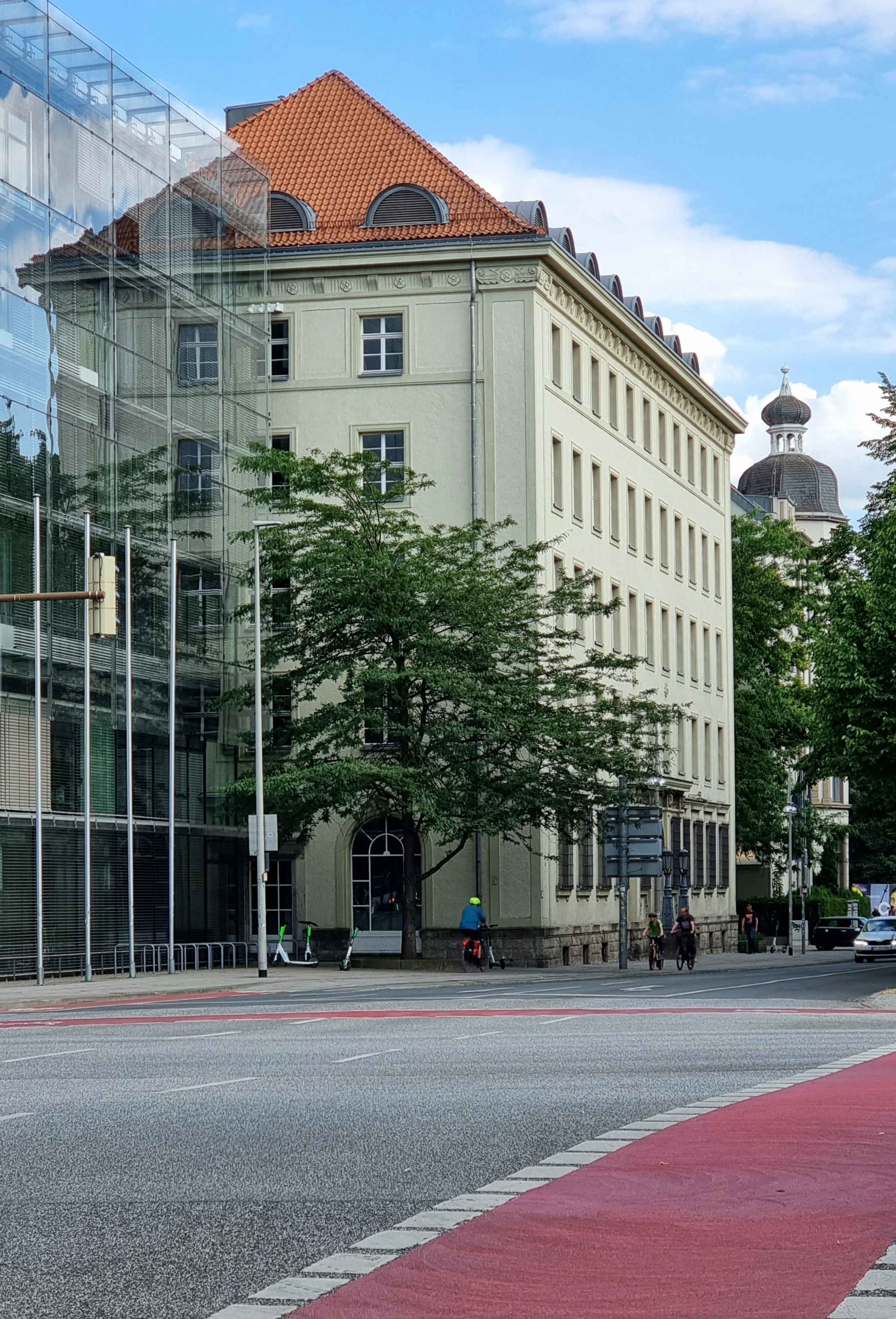
Das Siemenshaus, halb gespiegelt in der Glasfassade der Zentralverwaltung der Norddeutschen Landesbank;
gesehen vom Friedrichswall aus Ecke Osterstraße; dahinter Turm vom Mercure Hotel Hannover City

Das Siemenshaus oder Siemens-Haus in der Südstadt von Hannover ist ein denkmalgeschützter Verwaltungsbau, der Anfang der 1920er Jahre der Firma Siemens errichtet wurde. Das Bauwerk unter der Adresse Willy-Brandt-Allee 1 nimmt städtebaulich Bezug zum gegenüber liegenden Maschpark und gilt durch das an der Fassade angebrachte Logo von Siemens & Halske als ein „frühes Beispiel für ‚corporate design‘“. Das firmenintern „Haus 1“ in Hannover genannte Gebäude wurde später einbezogen in den 2002 fertiggestellten Hauptbau der Norddeutschen Landesbank.

## Geschichte und Beschreibung

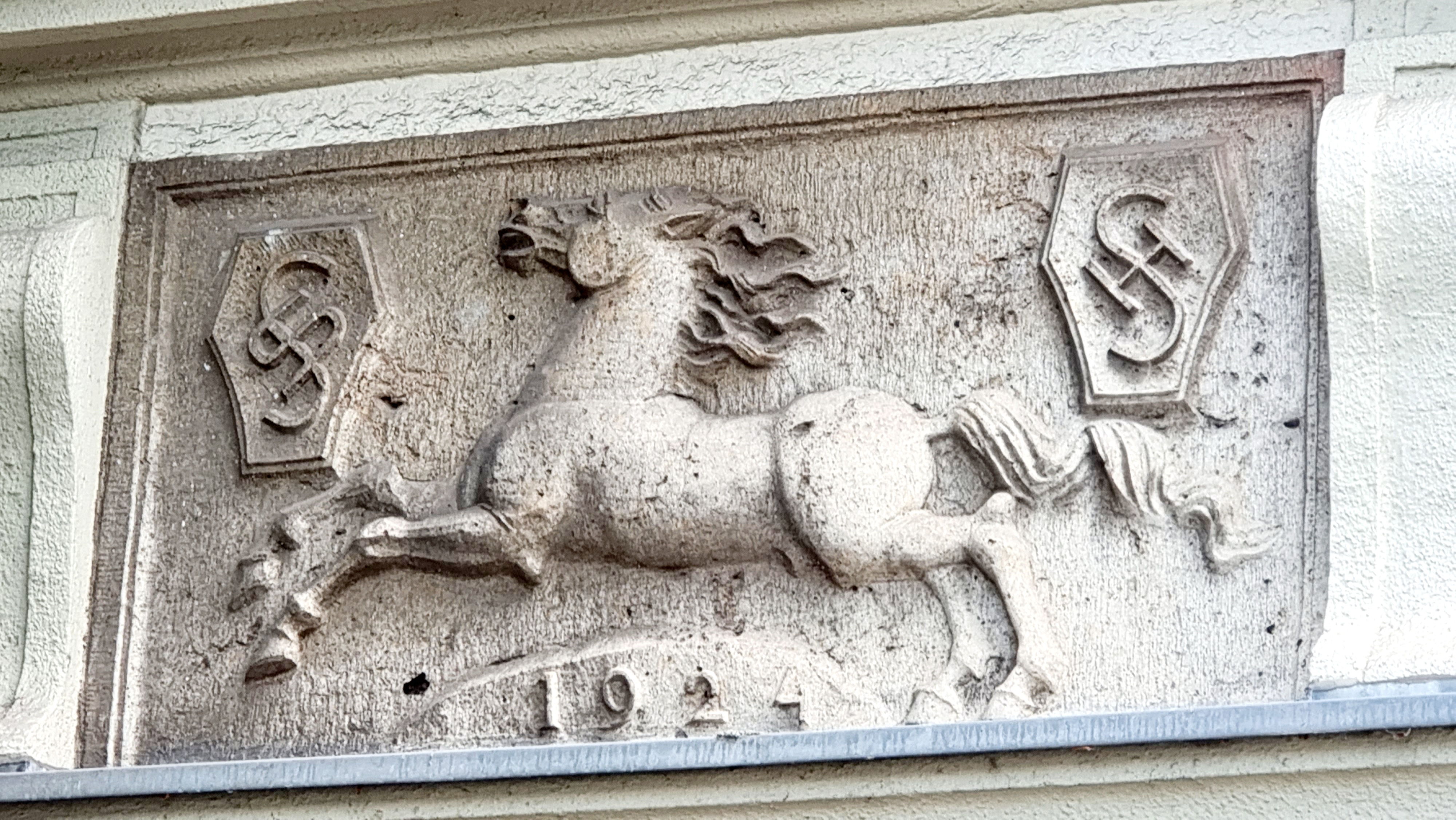
Rechts und links eines springenden Pferdes das Logo von Siemens & Halske über einem ehemaligen Nebeneingang, darunter die Jahreszahl 1924

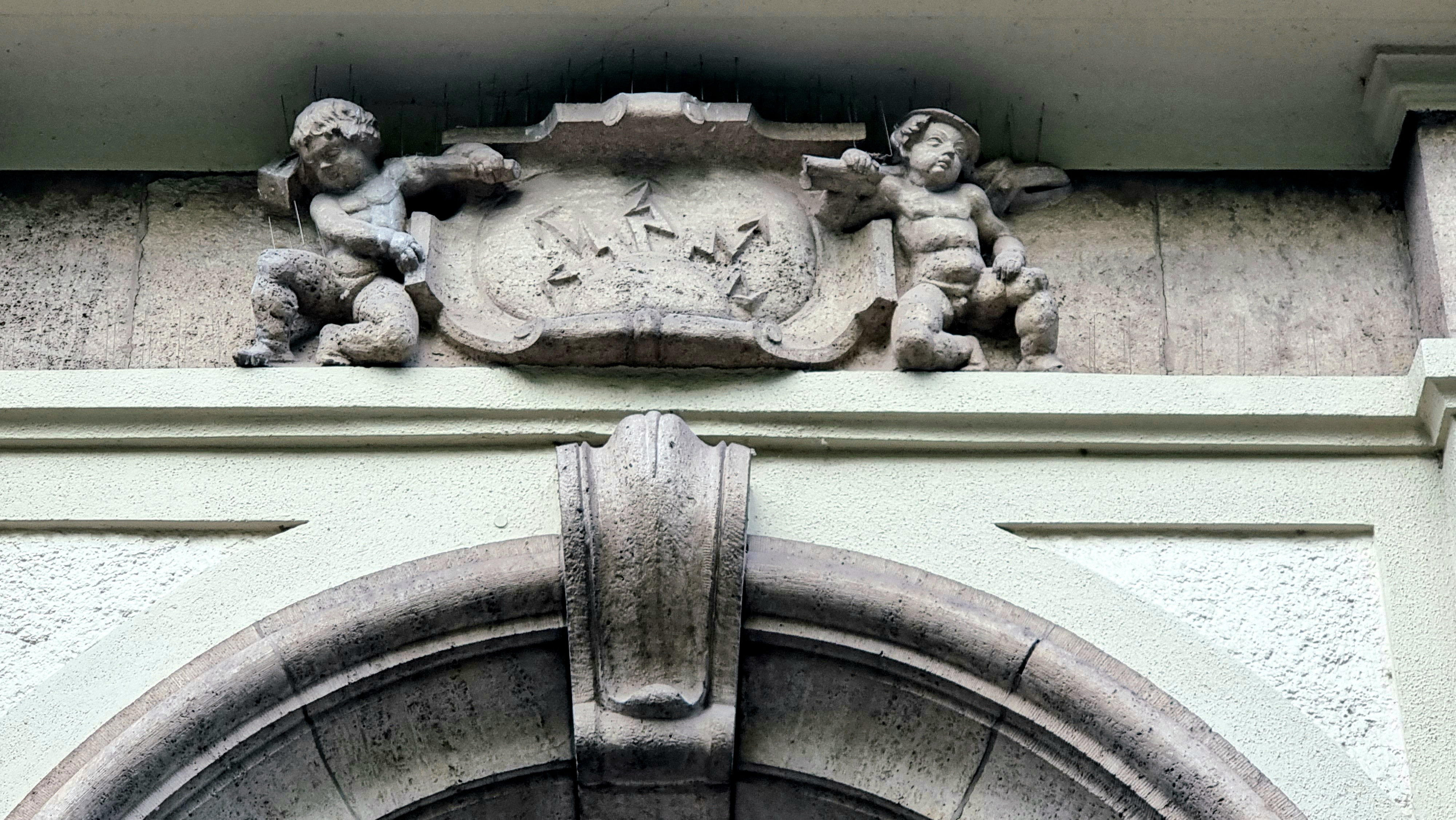
Zwei Putti mit Hammer und Stahlschere über dem Portal des Haupteingangs

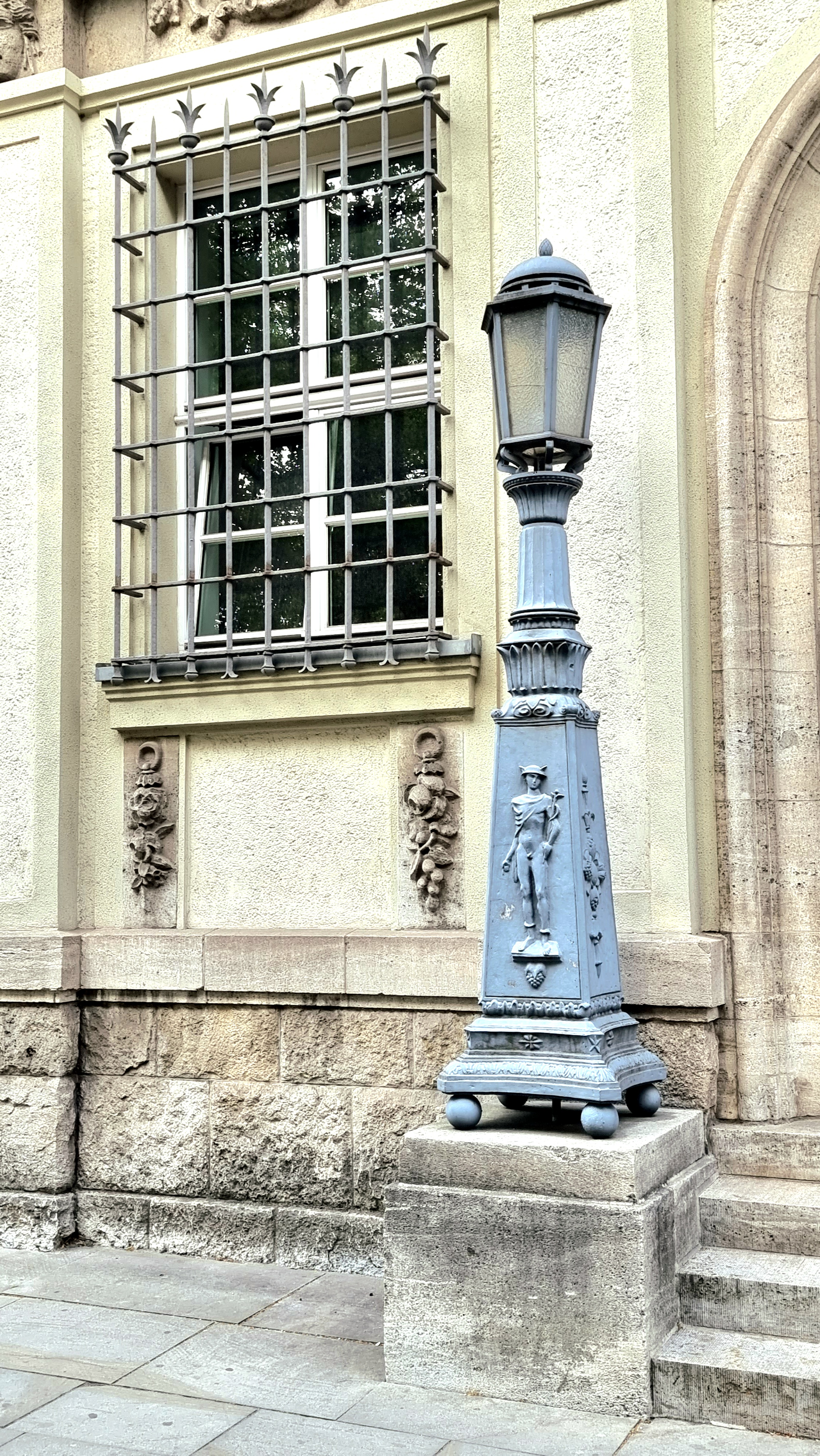
Neben schmiedeeisernen Ziergittern eine von zwei Leuchtsäulen mit dem Merkur als Symbolfigur für den Handel

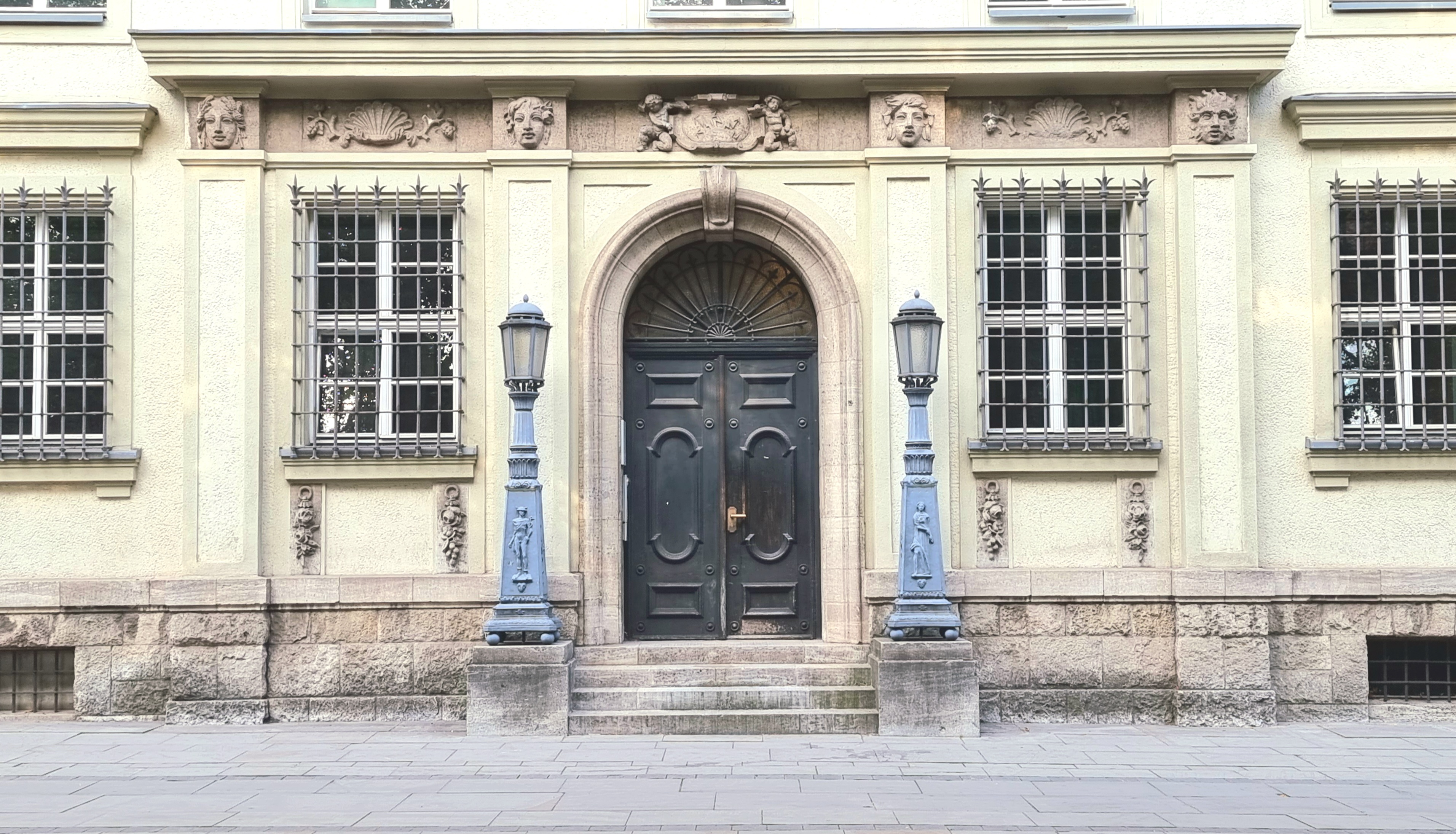
Der zum Maschpark ausgerichtete Haupteingang

Nachdem zu Beginn der Weimarer Republik die hannoverschen Siemens-Büros noch in gemieteten Räumen des Hansa-Hauses untergebracht waren und die dortigen Räumlichkeiten aufgrund gestiegener Mitarbeiter-Zahl zu eng geworden waren, schlug der hannoversche Büroleiter Penning der Siemens-Zentrale in Berlin den Bau eines eigenen Verwaltungsgebäudes vor. Nachdem ein rund 2500 großer Platz an der damaligen Friedrichstraße zwischen Aegi und dem Neuen Rathaus gefunden worden war, übernahm die Siemens-Bauabteilung mit Sitz in Berlin die Planungen für den Neubau.
Die im Jahr 1922 begonnenen Baulichkeiten zogen sich insbesondere durch die Deutsche Hyperinflation knapp zwei Jahre hin, insbesondere, da die Bauunternehmen immer weniger beliefert wurden und auch die Arbeiter zuletzt nicht „mehr für wertloses Papiergeld in Billionen-Höhe arbeiten“ wollten. Nachdem die Tätigkeiten am Neubau schließlich völlig eingestellt worden waren, rückten erst nach der Einführung der Rentenmark im Herbst 1923 die Handwerkerkolonnen wieder an.
Schließlich war ein für die Architektur der 1920er Jahre typischer, funktionaler Backsteinbau entstanden, mit genügend Platz für Planungs- und Verwaltungsbüros sowie für eine Werkstatt und ein Lager. Dieses erste Konzern-eigene Gebäude in Hannover war – ähnlich wie damals weitere Bauwerke der Firma Siemens andernorts – nach Plänen des Architekten Hans Hertlein in Zusammenarbeit mit dem für die Bauplastik beauftragten Bildhauer Josef Wackerle gestaltet worden. Der schlichte, fünfgeschossige Putzbau setzt im erhöhten Erdgeschoss auf Haustein-Quadern auf und wurde vor allem am Haupteingang sowie an den Erdgeschossfenstern und am Traufgesims vergleichsweise sparsam dekoriert.
Am 2. Dezember 1924 feierten die Siemens-Mitarbeiter aus dem Hansahaus einerseits und die hannoversche Vertretung von Siemens & Halske – die nun erstmals abgetrennt von Magdeburg eigenständig operierte – ihren Einzug in das erste eigene Siemenshaus in Hannover.
Weit mehr als ein halbes Jahrhundert beeinflussten die im Siemenshaus am Maschpark tätigen Menschen zeitweilig mehr als 200 Arbeiter und Angestellte, die wirtschaftliche Entwicklung der späteren Region Hannover,
Zur Zeit des Nationalsozialismus betrieb auch im Siemenshaus ein National-Sozialistischer Betriebs-Obmann Propaganda für die Ziele der NSDAP. So wehte 1938 „zweifelhafter Fahnenschmuck“ mit Hakenkreuzen von den Fenstern des dritten Stockwerkes in die Straße vor dem Siemenshaus.
Während der Luftangriffe auf Hannover wurde im Oktober 1943 eine Hälfte des Siemenshauses völlig zerstört; vom zweiten Stockwerk an aufwärts brannte das Haus völlig aus, abgesehen vom Treppenhaus stürzten auch die oberen Wände und Geschossdecken ein. Nach der Instandsetzung wurde das Haus Ende März 1945 erneut von einer Sprengbombe getroffen.
In der frühen Nachkriegszeit konnte im März 1950 das Richtfest für den neu aufgebauten Dachstuhl von Haus 1 gefeiert werden. Zum 1. Mai 1950 wurden sowohl Siemens & Halske (S & H) als auch die Siemens-Schuckertwerke (SSW) offiziell als Zweigniederlassungen in das hannoversche Handelsregister eingetragen. Doch die im selben Jahr am renovierten Haus 1 neu angebrachten Firmenschilder aus Bronze  wurden noch in der ersten Nacht aus den noch nicht ausgehärteten Beton-Halterungen ausgebrochen – trotz Nachtwächter mit Hund: „Die Diebe hatten die Aktion übertönt, indem sie ihren Lastwagen im Stand vor dem Haus röhren ließen.“
Im Herbst 1988 siedelte die Siemens-Zentrale schließlich in das seit Anfang 1985 geplante Bürohaus in Laatzen über; das alte Siemenshaus wechselte in den Besitz der Nord/LB, für deren Neubau die dem Siemenshaus benachbarte Kleeblatt-Tankstelle abgerissen wurde.